# Erbiceni
Erbiceni é uma comuna romena localizada no distrito de Iaşi, na região de Moldávia. A comuna possui uma área de 79.75 km² e sua população era de 5743 habitantes segundo o censo de 2007.